# Sexlog
Sexlog é uma rede social adulta de origem brasileira voltada para swing, encontros sexuais, sexo virtual e exibicionismo. Trata-se do maior site do gênero da América Latina.Em 2015 contava com 4 milhões de usuários. A partir de 2015 começou a operar nos Estados Unidos e Itália." Sua plataforma é habilitada para os idiomas português, espanhol, italiano e inglês.A empresa ainda publica uma revista e num canal no Youtube e possui  aplicativos para celulares com  Android denominados SLTalk e Sexlog Cam.Em 2021, a plataforma bateu a marca de 15 milhões de usuários cadastrados.
Os sexlogers, como são definidos os usuários do sistema, podem publicar fotos e vídeos, comentar os compartilhamentos de outros, adicionar amigos, participar de grupo e mandar mensagens privadas, além de transmitir pela webcam e enviar tokens, uma moeda de troca virtual utilizada para ganhar visibilidade. Cada conta recebe selos que são elementos que indicam informações do perfil visitado, são eles: selo do assinante, real,  veterano,  usuário novo, popular, top, generoso, exibicionista, campeão, ganhou 1k, 5k ou 10k tokens, presenteou 1k, 5k ou 10k tokens e selo Premium para assinantes semestrais.
Em 2018, lançou uma nova modalidade de assinatura, o plano Premium, que oferece maior destaque aos assinantes. 
No início de 2019, foi implementada a "verificação", chamada pelos usuários da plataforma de certificação. Para obtê-la, é necessário que o assinante envie fotos com uma placa, preencha o perfil e tenha conteúdos publicados na conta.

## Histórico
Surgiu no ano de 2010 em Bauru. A ideia foi de dois sócios, um carioca e um paulistano, que tem suas identidades pouco conhecidas até mesmo por funcionários da empresa.
Em 2016 ofereceu desconto de 70% para políticos brasileiros como motivação para manterem a sacanagem no site e evitarem ela no Congresso.Ainda no fim do ano, tentou arrecadar R$ 10 000 para distribuir entre instituições que cuidam de idosos, mas nenhuma aceitou fazer associação de seu nome com o Sexlog.

## Pesquisas sobre sexo
Utilizando informações de sua extensa base de dados o Sexlog, muitas vezes chamado de IBGE do sexo, apresenta alguns dados sobre as características do comportamento sexual do brasileiro, como por exemplo: fazem sexo de 2 a 3 vezes por semana 34%; de 1 a 3 vezes por semana se masturbam 44% e que 54,7% não tem brinquedos eróticos em casa.
Outro levantamento informou os termos mais procurados na busca da rede social são: dotado, negro, corno, casal e homens.

## Ligações  externas
- Site oficial
- Revista Sexlog
- SexlogTV
- Vasconcelos, Edson. De olhos bem fechados: sexualidade, subjetividades e conjugalidades no swing. João Pessoa, 2015. 245. f. :il. Orientador: Adriano Azevedo Gomes de León. Tese (Doutorado - UFBP/CCHL)